# Саут-Пекін (Іллінойс)
Саут-Пекін (англ. South Pekin) — селище (англ. village) в США, в окрузі Тазвелл штату Іллінойс. Населення — 996 осіб (2020).

## Географія
Саут-Пекін розташований за координатами 40°29′45″ пн. ш. 89°39′9″ зх. д. / 40.49583° пн. ш. 89.65250° зх. д. (40.495878, -89.652458).  За даними Бюро перепису населення США в 2010 році селище мало площу 1,30 км², уся площа — суходіл.

## Демографія
Згідно з переписом 2010 року, у селищі мешкало 1146 осіб у 410 домогосподарствах у складі 310 родин. Густота населення становила 884 особи/км².  Було 437 помешкань (337/км²).
Расовий склад населення:
| - 98,2 % — білих - 0,3 % — чорних або афроамериканців - 0,2 % — корінних американців - 0,1 % — азіатів |

До двох чи більше рас належало 1,0 %. Частка іспаномовних становила 1,3 % від усіх жителів.
За віковим діапазоном населення розподілялося таким чином: 30,5 % — особи молодші 18 років, 59,7 % — особи у віці 18—64 років, 9,8 % — особи у віці 65 років та старші. Медіана віку мешканця становила 32,4 року. На 100 осіб жіночої статі у селищі припадало 91,6 чоловіків;  на 100 жінок у віці від 18 років та старших — 88,6 чоловіків також старших 18 років.
Середній дохід на одне домашнє господарство  становив 53 389 доларів США (медіана — 45 875), а середній дохід на одну сім'ю — 56 787 доларів (медіана — 48 839). Медіана доходів становила 45 368 доларів для чоловіків та 27 163 долари для жінок. За межею бідності перебувало 15,4 % осіб, у тому числі 25,0 % дітей у віці до 18 років та 12,0 % осіб у віці 65 років та старших.
Цивільне працевлаштоване населення становило 538 осіб. Основні галузі зайнятості: освіта, охорона здоров'я та соціальна допомога — 26,2 %, виробництво — 11,3 %, транспорт — 9,3 %, роздрібна торгівля — 9,3 %.